# Barwice
Barwice è un comune urbano-rurale polacco del distretto di Szczecinek, nel voivodato della Pomerania Occidentale.
Ricopre una superficie di 258,89 km² e nel 2005 contava 8 947 abitanti.